# Surpierre
Surpierre (Supyêra  en patois fribourgeois) est une localité et une commune suisse du canton de Fribourg, située dans le district de la Broye.

## Histoire

Photo aérienne (1963)

Le village de Surpierre est le siège d'une seigneurie de 1142 à 1233 où elle passe sous le contrôle de la famille de Cossonay, puis de plusieurs familles nobles locales. Conquis par Berne le 21 février 1536 puis cédé à Fribourg le 1er mars de la même année, Surpierre devient alors un bailliage, puis un district.
Surpierre a fusionné avec l'ancienne commune de Praratoud le 1er janvier 2005, puis avec celle de Villeneuve (FR) le 1er janvier 2017.
Le 9 février 2020, la commune a accepté, à 77,6 %, de fusionner avec la commune de Cheiry. La fusion est effective le 1er janvier 2021 .

## Géographie
Selon l'Office fédéral de la statistique, Surpierre mesure 11,24 km2. 4,6 % de cette superficie correspond à des surfaces d'habitat ou d'infrastructure, 57,4 % à des surfaces agricoles, 37,9 % à des surfaces boisées et 0,0 % à des surfaces improductives.
Avec Prévondavaux, Surpierre fait partie d'un groupe de deux communes du canton de Fribourg enclavé dans le canton de Vaud.
Surpierre est limitrophe des communes de Prévondavaux dans le canton de Fribourg et Henniez, Lucens et Valbroye dans le canton de Vaud.

## Localités
Surpierre comprend les localités suivantes avec leur code postal et les dates des différentes fusions :
| Localité   | NPA  | Année de fusion    |
| ---------- | ---- | ------------------ |
| Chapelle   | 1534 | 2005               |
| Cheiry     | 1529 | 2005 et 2021       |
| Praratoud  | 1528 | 2005               |
| Surpierre  | 1528 | 2005, 2017 et 2021 |
| Villeneuve | 1527 | 2017               |

La commune comprend également les hameaux de Coumin-Dessus et Coumin-Dessous qui faisaient partie de l'ancienne commune de Chapelle.

## Patrimoine bâti
Le château, bâti au début du XIVe siècle par les sires de Cossonay, est incendié en 1476 lors des guerres de Bourgogne. L’édifice passe en 1850 à l’industriel marseillais Henri Leenhardt et est restauré en 1913 .
|                                                                                        |  |  |
| Château de Surpierre en 1901, photographie Albert Naef (Archives cantonales vaudoises) |  |  |

.

## Démographie
Selon l'Office fédéral de la statistique, Surpierre compte 1 208 habitants en 2022. Sa densité de population atteint 107 hab./km2.
Le graphique suivant résume l'évolution de la population de Surpierre (y compris Praratoud avant fusion) entre 1850 et 2008 :